# Torre Burana
La Torre Burana (en kirguís i rus: Башня Бурана) és un gran minaret a la Vall de Txui al nord del Kirguizstan. Està situat a uns 80 km a l'est de la capital del país, Bixkek, prop de la ciutat de Tokmok. La torre, juntament amb les esteles funeràries, alguns moviments de terra i les restes d'un castell i tres mausoleus, és tot el que queda de l'antiga ciutat de Balasagun, que va ser fundada pels qarakhànides a finals del segle ix. La torre es va construir en el segle xi i es va utilitzar com a model per a altres minarets. Una escala exterior i una empinada i sinuosa escala dins de la torre permet als visitants pujar al cim. És una de les construccions arquitectòniques més antigues de l'Àsia central.
La torre tenia originalment 45 m d'altura. No obstant això, al llarg dels segles, la torre va rebre importants danys a l'estructura. Alguns autors consideren que fou degut els terratrèmols que van golpejar la vall en el període medieval, especialment un gran terratrèmol del segle xv va destruir la meitat superior de la torre, reduint-la a la seva actual altura de 25 m. No obstant això, altres consideren que el responsable fou degut la invasió de la ciutat on es trobava la torra per part de l'exèrcit de Genghis Khan. A principis de 1900, els immigrants russos de la zona van utilitzar alguns dels maons de la torre per a nous projectes de construcció. Durant l'era soviètica es van dur a terme diverses expedicions arqueològiques per excavar zones al voltant de Burana i actualment es poden veure les seves troballes a en la col·lecció del Museu Històric de Bixkek. En la dècada del 1970 es va dur a terme un projecte de restauració per a restablir els seus fonaments i reparar el costat occidental de la torre, que estava en perill d'esfondrar-se. A partir de l'any 1991, el lloc es va convertir en un dels llocs més visitats del Kirguizstan en la ruta de les excursions de la Gran Ruta de la Seda.

## Galeria

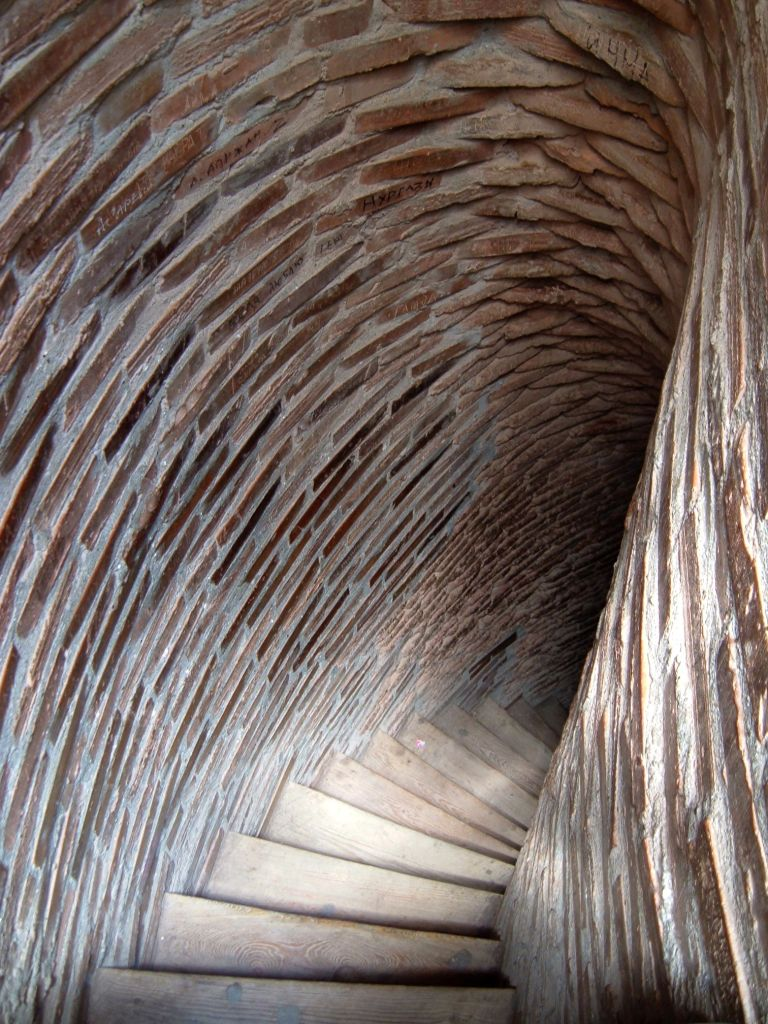
L'escala de cargol dins de la Torre Burana
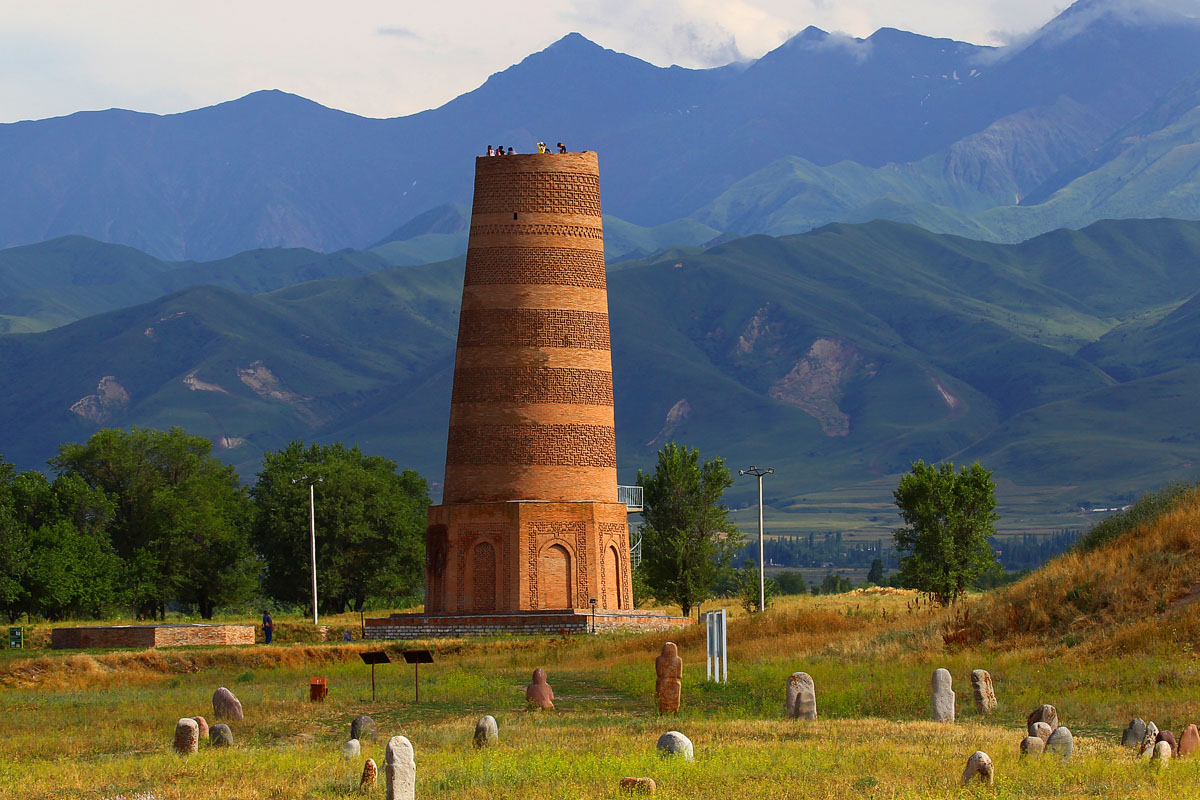
Torre Burana amb la serralada kirguís d'Ala-Too de fons
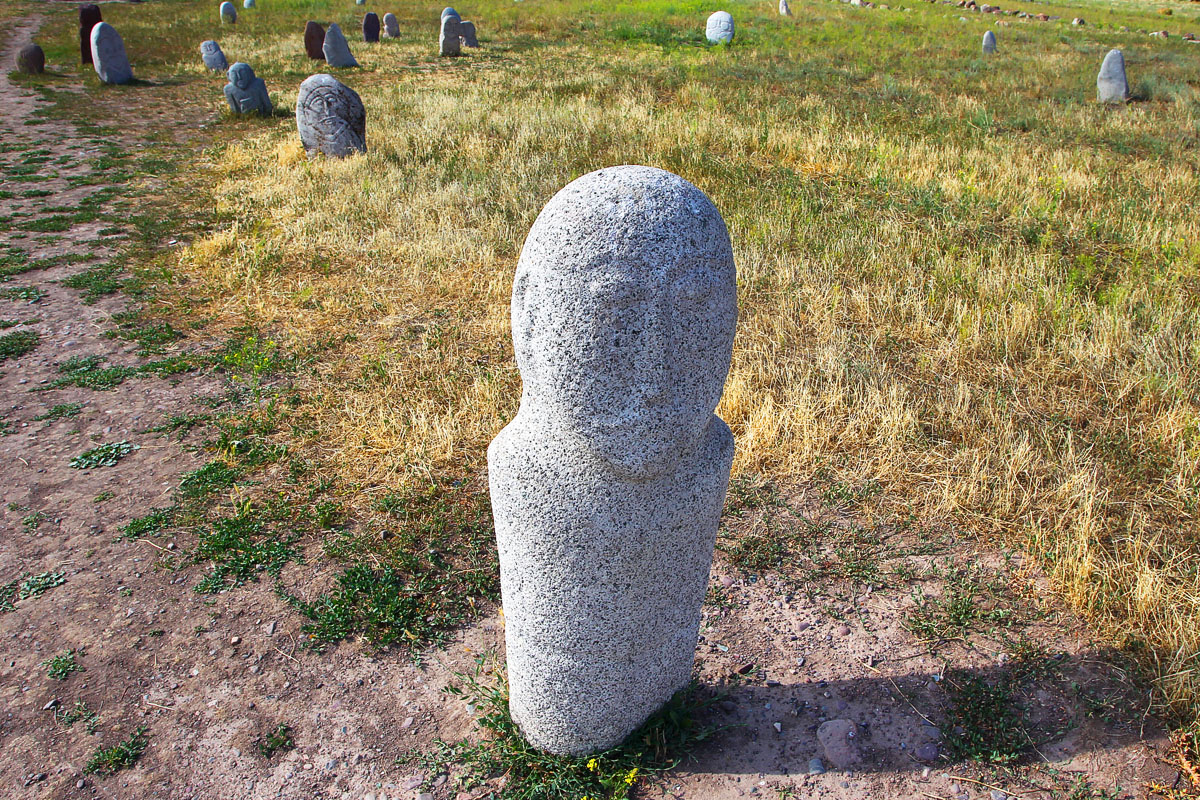
"Balbal" (escultures de pedra)
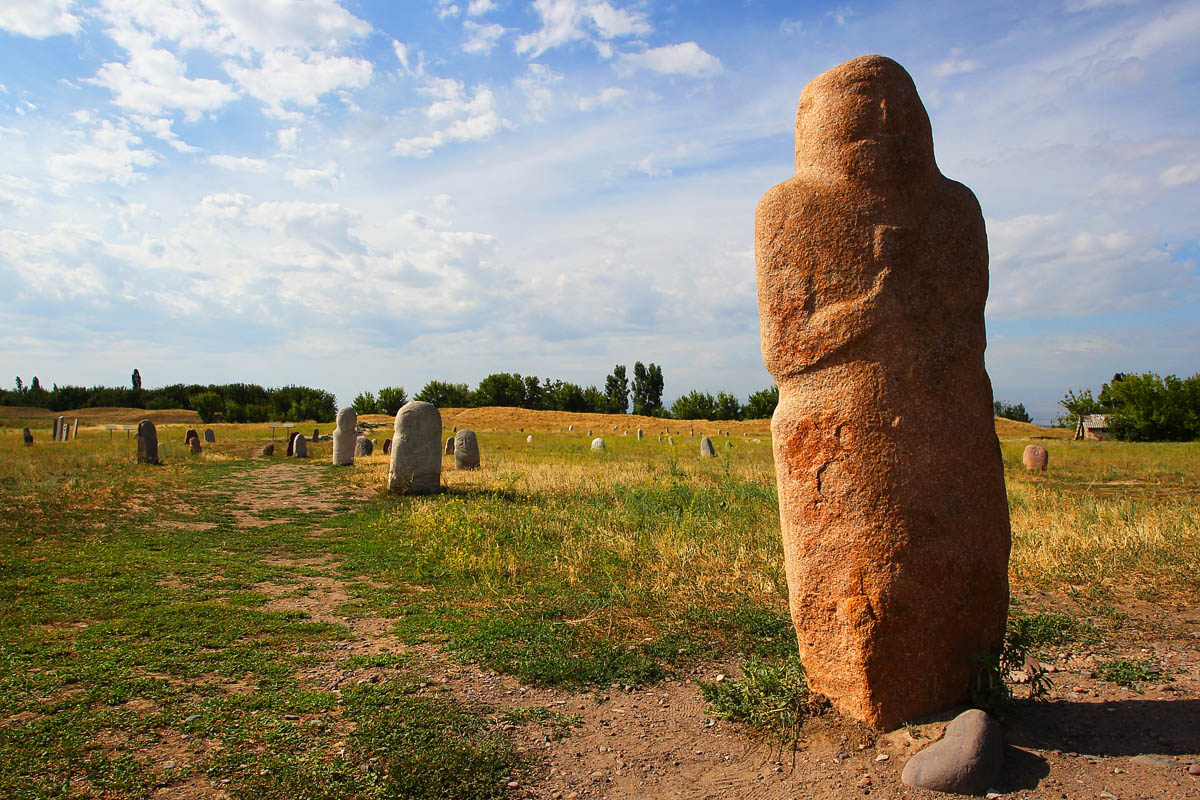
"Balbal"
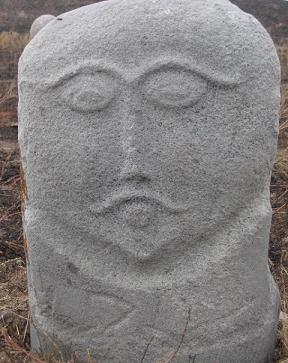
"Balbal"
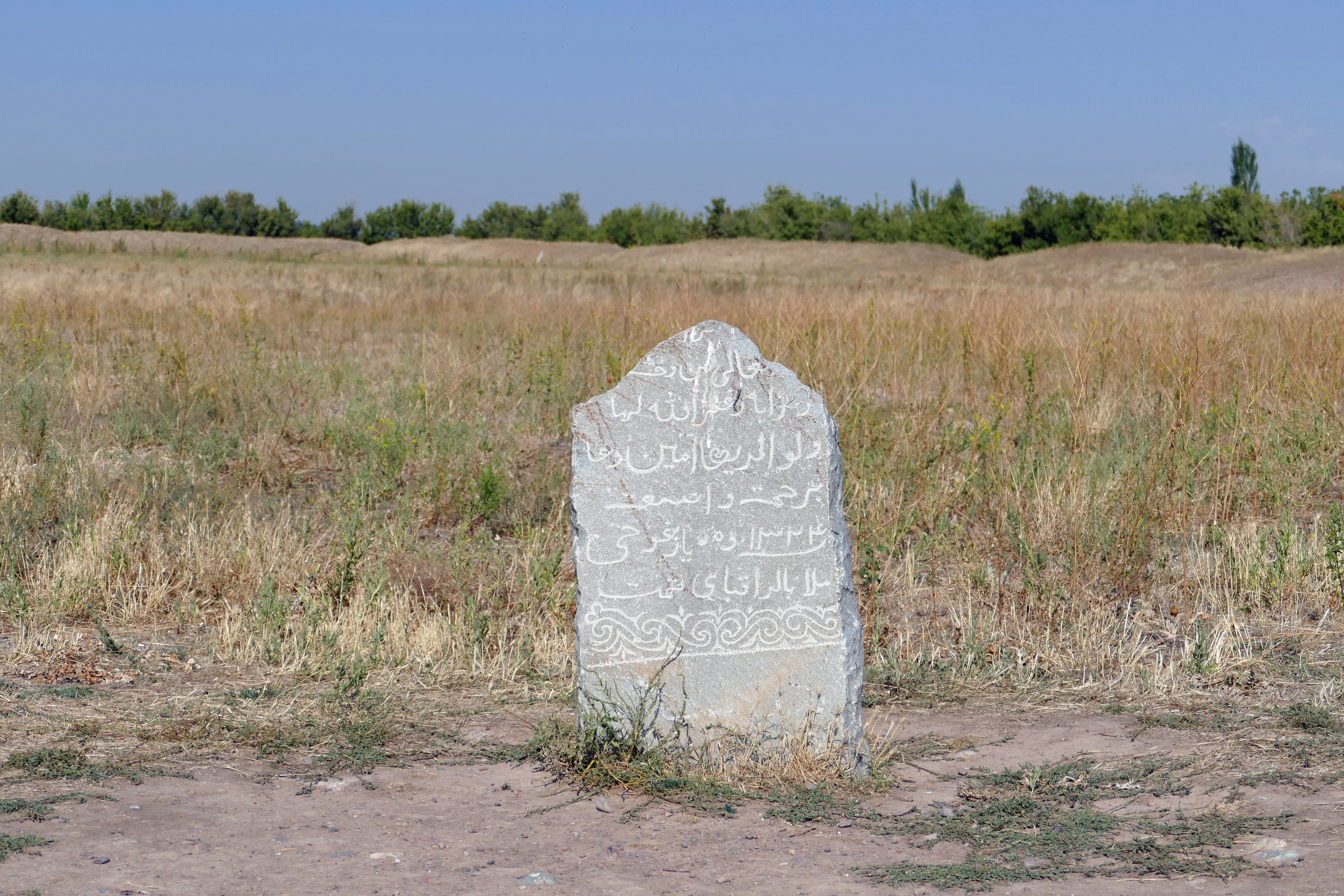
"Balbal"